# Kissenbrück
Kissenbrück ist eine Gemeinde im Landkreis Wolfenbüttel in Niedersachsen. Sie gehört der Samtgemeinde Elm-Asse an, die ihren Verwaltungssitz in der Stadt Schöppenstedt hat.

## Geographie

### Geographische Lage
Kissenbrück liegt im Nordwesten der Samtgemeinde Elm-Asse an den südlichen Ausläufern des Ösel in einer zur Oker nach Westen hin offenen Senke. Durch den Ort fließt östlich der Kirche die namensgebende Kisse, ein Nebengewässer des Großen Grabens, die historisch als Kissena überliefert ist.
Der von Osten kommende Große Graben verläuft zwischen dem Ortskern und dem Rittergut Hedwigsburg und mündet in die Alte Ilse. Oker und Alte Ilse bilden die westliche Gemeindegrenze.

### Gliederung
Ein Ortsteil der Gemeinde ist Hedwigsburg (63 Einwohner).

### Nachbarorte
| Wolfenbüttel Ohrum Hedwigsburg | Klein Denkte Neindorf                       | Groß Denkte Wittmar Sottmar            |
|                                | Kompassrose, die auf Nachbargemeinden zeigt | Remlingen Klein Biewende Groß Biewende |
| Dorstadt Heiningen             | Bornum Börßum                               | Kalme                                  |

## Geschichte
Die erste Erwähnung von Kissenbrück stammt aus dem 9. Jahrhundert und geht auf eine Urkunde zurück, die sich als Nummer 1419 in den Akten des Klosters Corvey befindet. Der Graf Thuring vermachte seinen Besitz in Kissenbrück und Neindorf dem Kloster. Für die Bedeutung der Urkunde spricht die ansehnliche Zahl von zwanzig Zeugen. Das genaue Jahr der Beurkundung ist nicht bekannt, auf Grund von Untersuchungen wurde die Entstehungszeit der Urkunde auf die Zeit von 822 bis 826 begrenzt.
Des Weiteren ist für das Jahr 827 die Errichtung der Kirche St. Stephanus durch Bischof Hildegrim sowie später die Existenz einer Königspfalz (Curtis Cissenbrugea) überliefert. Dort hat sich 944 Kaiser Otto I. aufgehalten und darin sind in den folgenden Jahrzehnten durch andere Könige mehrere Urkunden ausgestellt worden. Die Königspfalz wird von den Chronisten in dem Dreieck zwischen den Bächen Kisse und Scharrenbeeke (heute Großer Graben) in der Flur Eulenburg südlich des Ortskerns vermutet. Sie führen den Namen auf „Ol“ wie „Sumpf“ zurück. Die Pfalz dürfte den historischen Verkehrsweg zwischen dem Okerübergang in Ohrum und Schöningen gesichert haben. Diese als Deitweg überlieferte Fernstraße verlief vermutlich zwischen Kissenbrück und Neindorf. Dort ist der Deiweg kartiert bzw. westlich von Remlingen der Flurname Hinter dem Deiwege. Dieser Weg verlor spätestens nach der Gründung Wolfenbüttels endgültig seine überregionale Bedeutung und damit vermutlich auch der Königshof. Dieser ging im 18. Jahrhundert als Schriftsassenhof in das Eigentum des Ritterguts über.
Seit dem 12. Jahrhundert ist das Schloss Hedwigsburg bezeugt, das überwiegend in fürstlichen Besitz und mit der Gerichtsbarkeit belehnt war.

## Politik

### Gemeinderat
Der Rat der Gemeinde Kissenbrück setzt sich aus elf Mitgliedern zusammen. Die Ratsmitglieder werden durch eine Kommunalwahl für jeweils fünf Jahre gewählt.
Bei der Kommunalwahl 2021 ergab sich folgende Sitzverteilung:
| Gemeinderat 2021Insgesamt 11 Sitze - SPD: 3 - CDU: 8 |

### Bürgermeister
Bürgermeister der Gemeinde Kissenbrück ist Gerhard Wiche (CDU). Seine Stellvertreter sind Franziska Bennecke (CDU) und Sonja Lohmann (SPD).

### Wappen
Der Entwurf des Wappens von Kissenbrück stammt von Kleinau und von dem in Isernhagen geborenen und später in Hannover lebenden Heraldiker und Wappenmaler Gustav Völker, der auch die Wappen von Großburgwedel, Mellendorf, Wunstorf und vielen anderen Ortschaften entworfen hat. Das genaue Einführungsdatum des Wappens lässt sich nicht mehr ermitteln. Wahrscheinlich wird es Ende 1955 oder Anfang 1956 eingeführt worden sein, jedenfalls wurde die Genehmigung vom Niedersächsischen Minister des Innern vor dem 11. Januar 1956 erteilt.
| Wappen von Kissenbrück | Blasonierung: „In Rot über Wellen eine silberne Brücke, in deren Bogen ein goldenes Mühleisen schwebt und über der ein gestürztes silbernes Schwert mit goldenem Griff zwischen zwei goldenen Ähren schwebt.“ |
| Wappen von Kissenbrück | Wappenbegründung: Das redende Wappen weist auf die zweite Hälfte des Ortsnamens hin, der schon in ähnlicher Form aus dem 9. Jahrhundert überliefert ist. Im 10. Jahrhundert gab es hier sogar ein Königshof, später dann ein Gerichtssitz, der z. B. 1360 und 1391 erwähnt wird. Das Bauerngericht wurde im Jahre 1400 von den Herzögen Bernhard und Heinrich unter Verweisung der Bauern an das Goding und an das Landgericht aufgehoben. Das Schwert soll als strenges Gerichtssymbol damaliger Rechtsprechung über das Leben und den Tod erinnern. Das Mühleisen weist auf die Fährmühle hin, die sich an der Oker befindet. Die Ähren symbolisieren die für die Region wichtige Landwirtschaft und deren Erträge. |

## Sport
- Golfplatz mit 18 Löchern
- Fußballplatz
- Tennisplätze
- Dartsportanlage
- Sporthalle
- Leichtathletikanlage
- Schießsportanlage

## Wirtschaft und Infrastruktur

### Verkehr
Die Kursbuchstrecke 353 der Deutschen Bahn AG (Braunschweig–Wolfenbüttel–Vienenburg–Bad Harzburg–Goslar) führt durch das Gemeindegebiet von Kissenbrück. Sie ist als zweigleisige Hauptbahn ausgebaut und nach dem niedersächsischen Raumordnungsprogramm zur Elektrifizierung vorgesehen. In der Vergangenheit hatte der Ortsteil Hedwigsburg einen Bahnhof an dieser Strecke. Die Bundesstraße 79 (Wolfenbüttel–Halberstadt) verläuft etwa zwei Kilometer nördlich des Ortes in westöstlicher Richtung vorbei.

### Mühlenstandort
Im Ortsteil Hedwigsburg ist seit 1318 der Betrieb einer Wassermühle belegt. Diese wurde als Fährmühle bezeichnet und war zwischenzeitlich im Besitz der Stadt Braunschweig. An dem Standort wird noch heute eine aus dem Stromnetz versorgte Industriemühle von der Hedwigsburger Okermühle GmbH betrieben.

## Persönlichkeiten

### Söhne und Töchter der Gemeinde
- Viktor Schwanneke (1880–1931), Schauspieler
- Jörg Röhmann (* 1956), Politiker (SPD), Landrat und Staatssekretär

### Mit der Gemeinde verbunden
- Jürgen Pastewsky (* 1961), Politiker (AfD), lebt in Kissenbrück

## Galerie

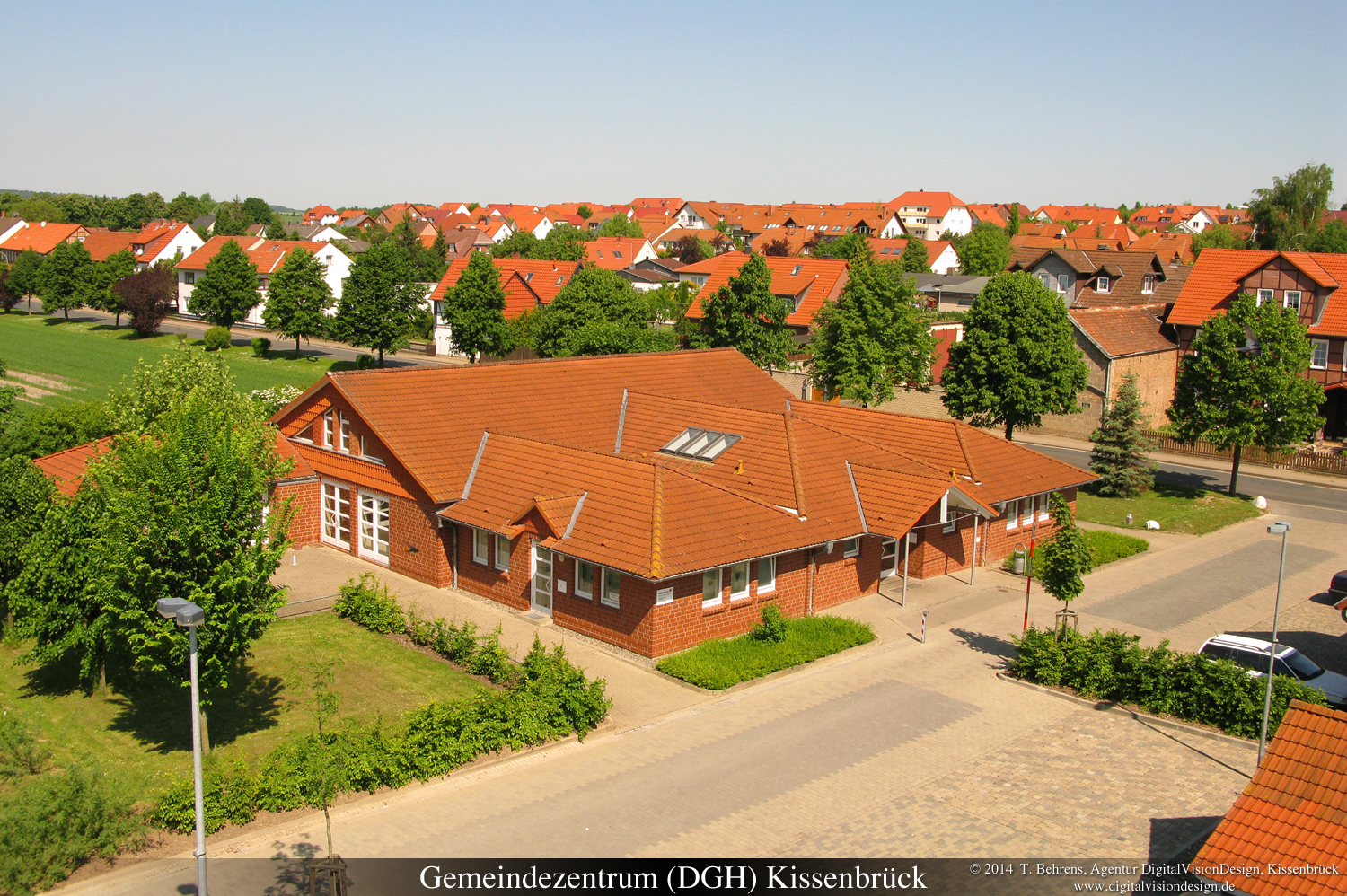
DGH Gemeindezentrum Kissenbrück
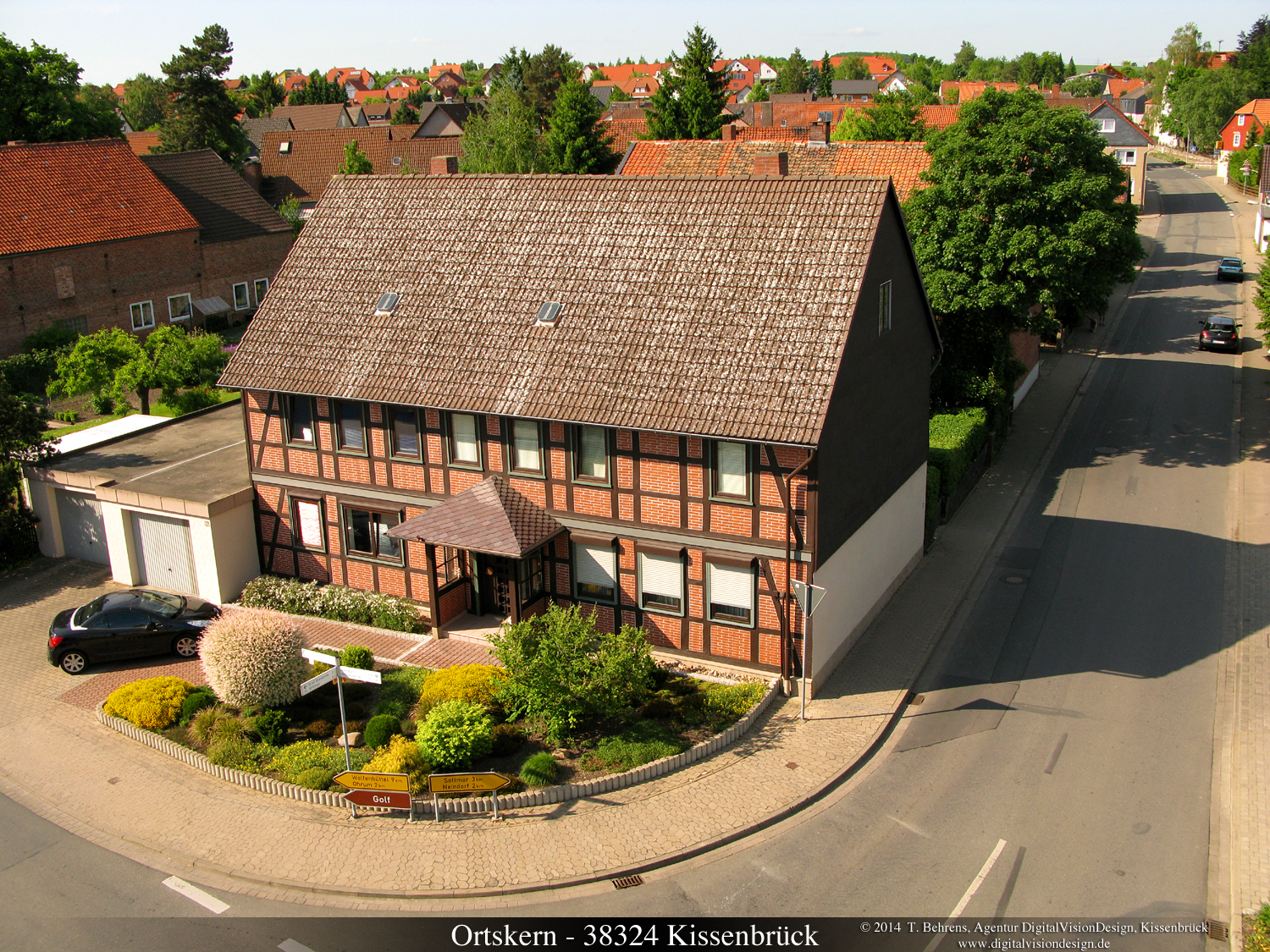
Zentrum (Ortskern) Kissenbrück
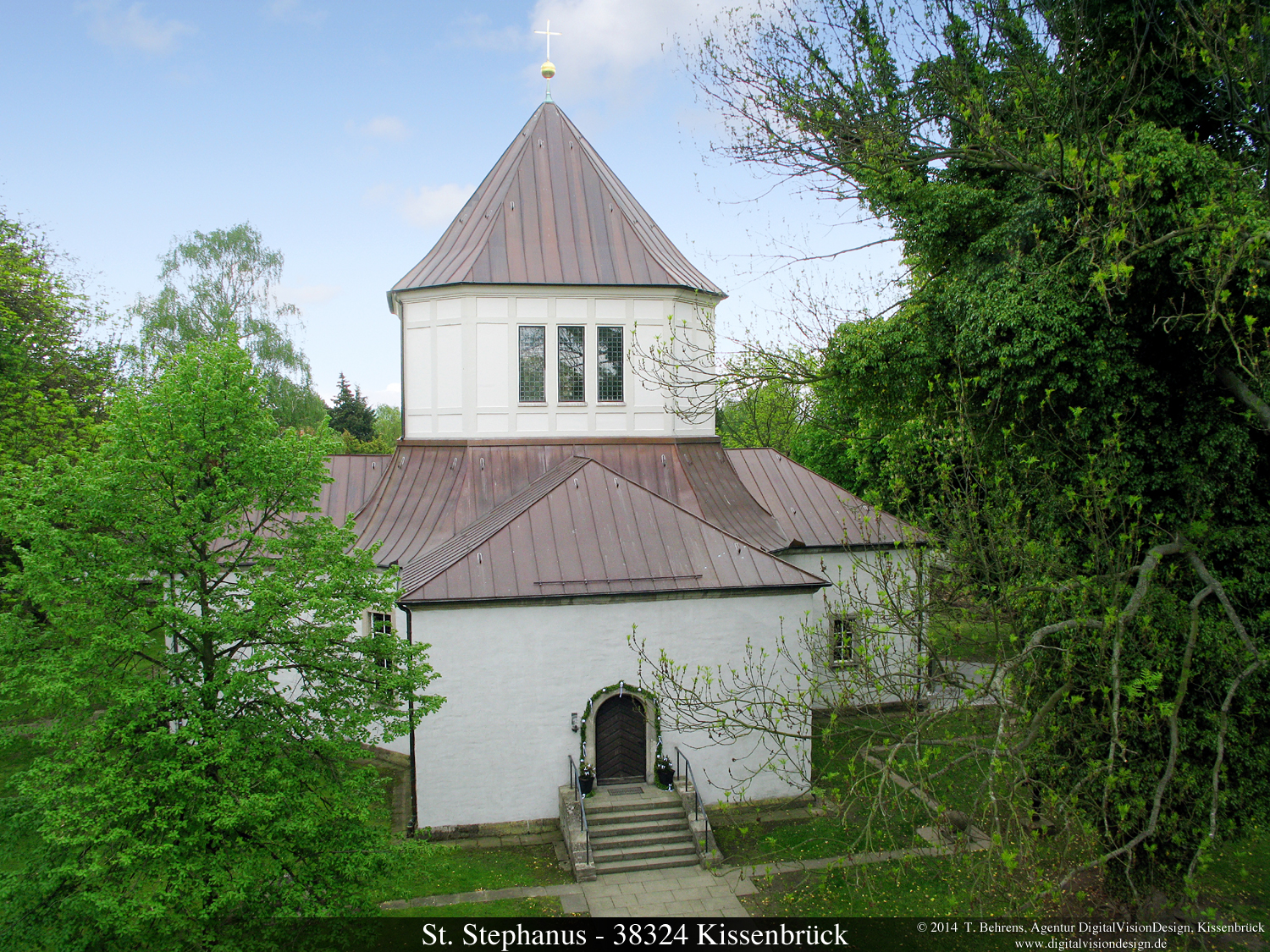
St.-Stephanus-Kirche Kissenbrück
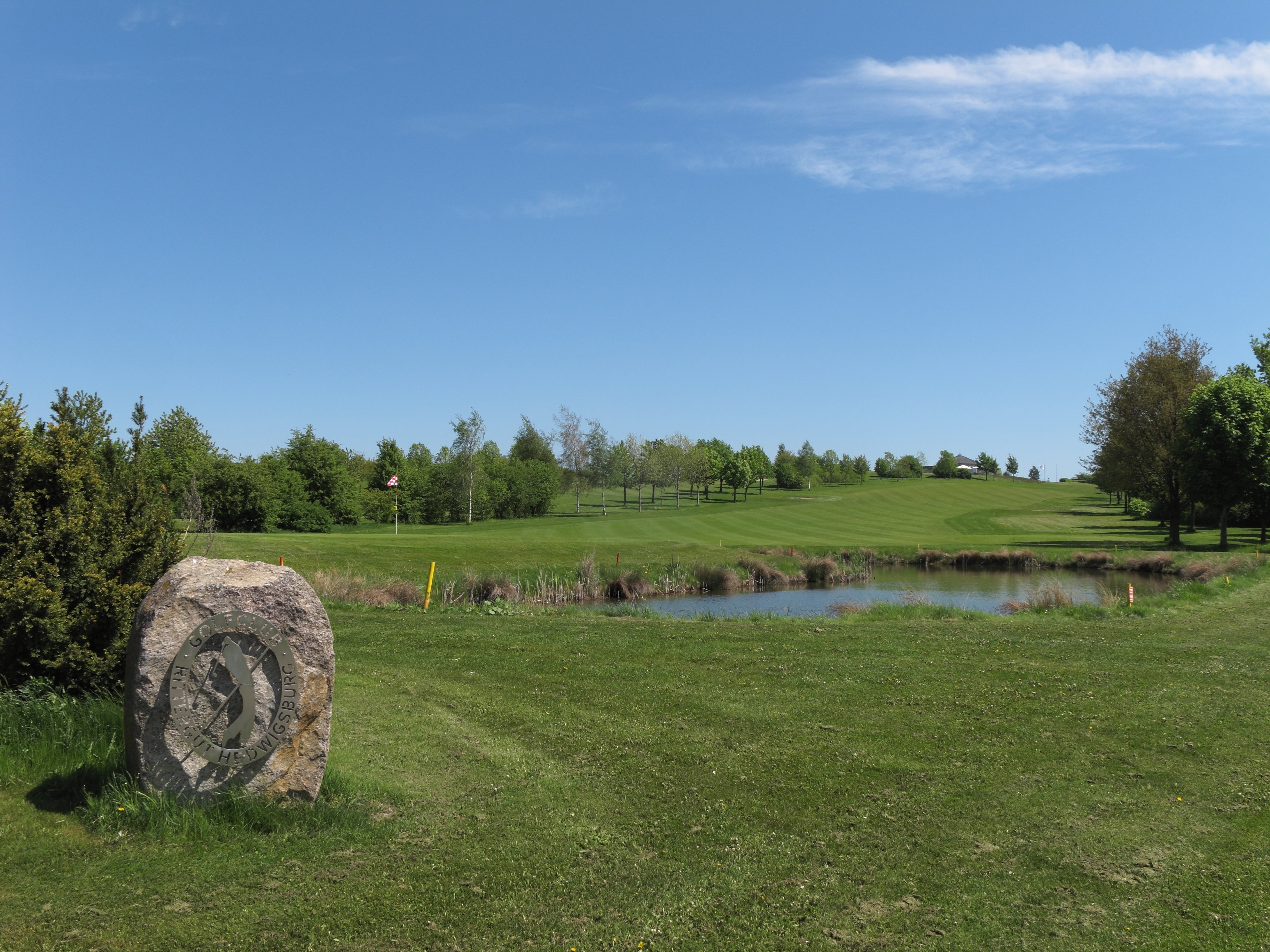
Golfplatz
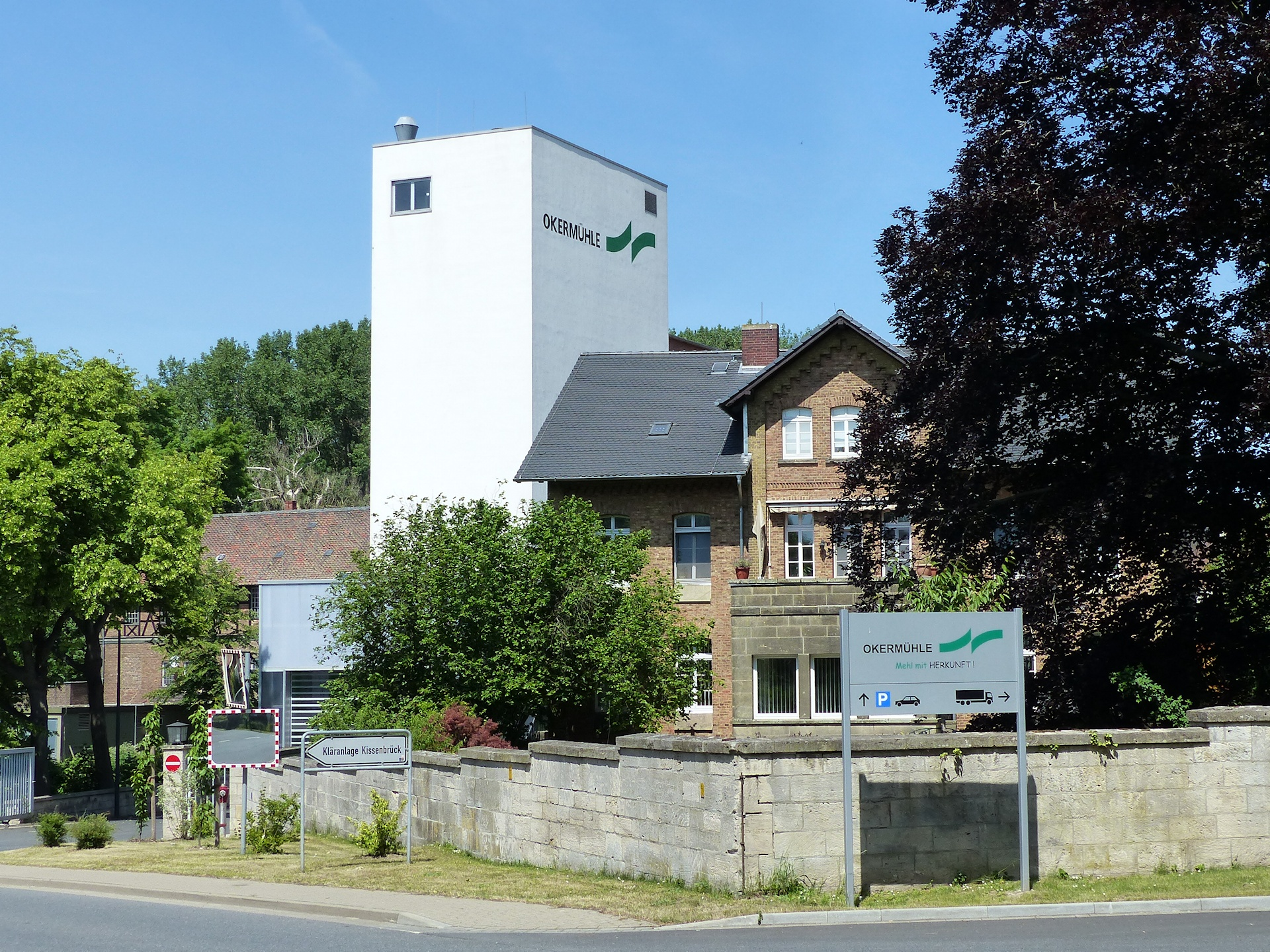
Hedwigsburger Okermühle